# مايك جيفريز
مايك جيفريز (بالإنجليزية: Mike Jeffries)‏ هو مدير وشخصية أعمال أمريكي، ولد في 15 يوليو 1944 في الولايات المتحدة.